# Чарлз Мізнер
Ча́рлз Мі́знер (англ. Charles W. Misner, нар. 13 червня 1932, округ Джексон, Мічиган — пом. 24 липня 2023, Меріленд) — американський фізик, який спеціалізується на загальній теорії відносності та космології. Його роботи присвячені фундаментальним основам таких галузей фізики, як квантова гравітація і чисельна відносність. Один з авторів підручника-монографії Гравітація.

## Життєпис

### Освіта і кар'єра
Чарлз Мізнер народився в Джексоні, штат Мічиган, 13 червня 1932 року. 1952 року здобув ступінь бакалавра в університеті Нотр-Дам, після чого продовжив навчання в Принстонському університеті, в якому 1954 року здобув ступінь магістра мистецтв, а 1957 року закінчив докторантуру. Науковим керівником його дисертації «Начерк фейнманівського квантування загальної теорії відносності; висновок польових рівнянь; тотожне занулення гамільтоніана» (англ. Outline of Feynman Quantization of General Relativity; Derivation of Field Equations; Vanishing of The Hamiltonian) був Джон Вілер.
Від 1956 до 1959 року працював інструктором (викладачем) на факультеті фізики Принстонського університету, а від 1959 до 1963 року — доцентом (англ. Assistant Professor). 1963 року Мізнер влаштувався до Мерілендського університету в Коледж-Парку як ад'юнкт-професор, там у 1966 році він здобув учене звання професор і на цій посаді пропрацював до 2000 року.
Від 2000 року Мізнер є почесним професором Мерілендського університету (професор-емерит), де він також залишається членом Групи гравітаційної теорії (Gravitation Theory Group). Протягом своєї наукової кар'єри Мізнер був науковим керівником (головним чином у Принстонському і Мерілендському університетах) 22 аспірантів, з яких половина стала професорами фізики або математики.
Мізнер викладав як запрошений професор у таких навчальних закладах, як Інститут гравітаційної фізики Макса Планка (також відомий як Інститут Альберта Ейнштейна), Інститут теоретичної фізики імені Кавлі в Каліфорнійському університеті в Санта-Барбарі, Папська академія Кракова (Польща), Інститут фізичних проблем імені П. Л. Капіци, Каліфорнійський технологічний інститут, Оксфордський університет і Кембриджський університет.

### Наукові досягнення
Більшість наукових робіт Мізнера пов'язані з загальною теорією відносності, яка описує гравітаційні взаємодії. Він відомий своїм внеском у ранній розвиток космології, — першим вказав на проблему горизонту, а також на роль топології простору-часу в загальній теорії відносності, квантовій гравітації і чисельній відносності. На перетині топології й космології Мізнер першим вивчив динаміку моделі змішаного світу, яка узагальнює моделі Фрідмана для раннього Всесвіту і є більш реалістичною, а також знайшов точний розв'язок рівнянь Ейнштейна, названий на його честь простором Мізнера. Разом з Річардом Арновіттом і Стенлі Десером він є автором гамільтонового формулювання загальної теорії відносності в специфічному 3+1-розщепленні простору-часу на простір і час. Цей підхід, відомий як формалізм Арновітта — Десера — Мізнера, відіграє важливу роль у спробах сформулювати квантову теорію гравітації і є математичною основою більшості підходів чисельної відносності, тобто чисельного розв'язку повних, а не наближених рівнянь Ейнштейна в сильних гравітаційних полях. Саме за розробку цього формалізму 1994 року Арновітту, Десеру і Мізнеру присуджено премію Денні Гайнемана.

### Основні нагороди та визнання
- Грант Ґуґґенгайма (1972)[14]
- Премія Денні Гайнемана в галузі математичної фізики (1994)[9]
- Член Американської академії мистецтв і наук (від 2000)

### Особисте життя
Мізнер католик. Одружений від 1959 року і має чотирьох дітей.

## Книги
- Charles W. Misner, Kip S. Thorne, John Archibald Wheeler. Gravitation. — San Francisco : W. H. Freeman, 1973. — ISBN 0-7167-0344-0.
  - Російський переклад: Мизнер Ч., Торн К., Уилер Дж. Гравитация. — М. : Мир, 1977. — Т. 1—3.
- Charles W. Misner, Patrick A. Cooney. Spreadsheet Physics. — Reading, MA : Addison-Wesley, 1991. — ISBN 0-201-16410-8.
- Directions in General Relativity: Proceedings of the 1993 International Symposium, Maryland / Ed. by Hu B.L., Ryan M.P., Vishveshwara C.V. — Cambridge University Press, 1993. — Т. 1: Papers in Honor of Charles Misner. — 448 с. — ISBN 9780521021395. — DOI:10.1017/CBO9780511628863. Збірник статей на честь Чарлза Мізнера